# Sematophyllum ceylonense
Sematophyllum ceylonense är en bladmossart som beskrevs av Brotherus 1925. Sematophyllum ceylonense ingår i släktet Sematophyllum och familjen Sematophyllaceae. Inga underarter finns listade i Catalogue of Life.